# Amphimela
Amphimela là một chi bọ cánh cứng trong họ Chrysomelidae.
Chi này được Chapuis miêu tả khoa học năm 1875.

## Các loài
Các loài trong chi này gồm:
- Amphimela apicalis Kimoto, 2000
- Amphimela subgeminata Kimoto, 2001